# Lactobacillus fermentum
Lactobacillus fermentum – gatunek bakterii z rodziny Lactobacillus, występujący w układzie trawiennym człowieka. Ze względu na swoje prozdrowotne właściwości znalazły zastosowanie w produkcji probiotyków. Bakteria daje obiecujące rezultaty jako składnik preparatów leczących wrzodziejące zapalenie jelita grubego.